# Анагностопулу, Елена
Елена Анагностопулу (род. 27 января 1967, Афины) — греческая учёная, специалист по теоретической лингвистике и синтаксису. В настоящее время она является профессором теоретической лингвистики в Университете Крита. 

## Образование и карьера
Анагностопулу получила докторскую степень в 1994 году в Зальцбургском университете. После этого с 1997 по 1998 год она занимала должность постдокторанта в Массачусетском технологическом институте, а в 1998 году заняла должность доцента в Университете Крита, где она работает и по сей день. В 2005 году она получила звание доцента, а в 2009 году — звание полного профессора. В 2007 году она вернулась в Массачусетский технологический институт в качестве приглашённого доцента.
Анагностопулу работает в рамках генеративной грамматики и известна своими работами в области синтаксиса, морфологии и исторической лингвистики. В этих областях она сосредоточилась на явлениях падежа, согласования, лица, структуры аргумента и клитики.

## Награды и почести
В 2013 году Анагностопулу была удостоена Исследовательской премии имени Фридриха Вильгельма Бесселя от Фонда Александра фон Гумбольдта. В 2019 году она была избрана членом Academia Europaea.

## Избранные труды
- Alexiadou, Artemis[англ.] & Elena Anagnostopoulou: 'Parameterizing AGR: Word order, V-movement and EPP-checking.' Natural Language & Linguistic Theory 16 (1998), 491–539.
- Iatridou, Sabine[англ.], Elena Anagnostopoulou & Roumyana Izvorski: 'Observations about the form and meaning of the perfect.' In Michael Kenstowicz (ed.), Ken Hale: A Life in Language, 189–238. Cambridge, MA, 2001: MIT Press.
- Alexiadou, Artemis, Elena Anagnostopoulou, Sjef Barbiers & Hans-Martin Gärtner (eds.): Dimensions of Movement: from Features to Remnants. Amsterdam, 2002: John Benjamins. ISBN 978-1-58811-185-2
- Anagnostopoulou, Elena: The syntax of ditransitives: Evidence from clitics. Berlin, 2003: Mouton de Gruyter. ISBN 3-11-017028-0
- Alexiadou, Artemis, Elena Anagnostopoulou & Martin Everaert (eds.): The Unaccusativity Puzzle. Oxford, 2004: Oxford University Press. ISBN 978-0-19-925765-2
- Anagnostopoulou, Elena: 'Strong and weak person restrictions: A feature checking analysis.' In Lorie Heggie & Francisco Ordóñez (eds.), Clitic and affix combinations: Theoretical perspectives, 199–235. Amsterdam, 2005: John Benjamins.
- Alexiadou, Artemis, Elena Anagnostopoulou & Florian Schäfer: External Arguments in Transitivity Alternations. Oxford, 2015: Oxford University Press. ISBN 9780199571949